# Comité Olympique Malgache
Das Comité Olympique Malgache ist das Nationale Olympische Komitee Madagaskars im Internationalen Olympischen Komitee.
Es wurde 1963 gegründet und 1964 vom IOC anerkannt. Das COM, das seinen Sitz in der madagassischen Hauptstadt Antananarivo hat, ist der Association of National Olympic Committees of Africa angeschlossen. Der derzeitige Präsident ist Siteny Randrianasoloniaiko.